# 1. Fußball-Club Köln 01/07 1979-1980
Questa voce raccoglie le informazioni riguardanti il 1. Fußball-Club Köln 01/07 nelle competizioni ufficiali della stagione 1979-1980.

## Stagione
Nella stagione 1979-1980 il Colonia, allenato da Hennes Weisweiler e Karl-Heinz Heddergott, concluse il campionato di Bundesliga al 5º posto. In Coppa di Germania il Colonia perse la finale con dal Fortuna Düsseldorf.

## Rosa
| N. |                     | Ruolo | Calciatore       |
| -- | ------------------- | ----- | ---------------- |
|    | Germania (bandiera) | P     | Gerald Ehrmann   |
|    | Germania (bandiera) | P     | Wolfgang Mattern |
|    | Germania (bandiera) | P     | Toni Schumacher  |
|    | Germania (bandiera) | D     | Bernd Cullmann   |
|    | Germania (bandiera) | D     | Roland Gerber    |
|    | Germania (bandiera) | D     | Harald Konopka   |
|    | Germania (bandiera) | D     | Dieter Prestin   |
|    | Germania (bandiera) | D     | Gerd Strack      |
|    | Germania (bandiera) | D     | Holger Willmer   |
|    | Germania (bandiera) | C     | Ralf Aussem      |
|    | Germania (bandiera) | C     | Stefan Engels    |

| N. |                        | Ruolo | Calciatore         |
| -- | ---------------------- | ----- | ------------------ |
|    | Germania (bandiera)    | C     | Thomas Kroth       |
|    | Germania (bandiera)    | C     | Pierre Littbarski  |
|    | Germania (bandiera)    | C     | Jürgen Mohr        |
|    | Germania (bandiera)    | C     | Herbert Neumann    |
|    | Giappone (bandiera)    | C     | Yasuhiko Okudera   |
|    | Germania (bandiera)    | C     | Bernd Schuster     |
|    | Germania (bandiera)    | C     | Jürgen Willkomm    |
|    | Germania (bandiera)    | C     | Herbert Zimmermann |
|    | Germania (bandiera)    | A     | Dieter Müller      |
|    | Inghilterra (bandiera) | A     | Tony Woodcock      |

## Organigramma societario
Area tecnica
- Allenatore: Karl-Heinz Heddergott
- Allenatore in seconda: Hannes Löhr
- Preparatore dei portieri: Rolf Herings
- Preparatori atletici:

## Calciomercato

### Sessione estiva
| Acquisti | Acquisti      | Acquisti          | Acquisti |
| R.       | Nome          | da                | Modalità |
| -------- | ------------- | ----------------- | -------- |
| A        | Tony Woodcock | Nottingham Forest |          |

| Cessioni | Cessioni         | Cessioni         | Cessioni |
| R.       | Nome             | a                | Modalità |
| -------- | ---------------- | ---------------- | -------- |
| C        | Heinz Flohe      | Monaco 1860      |          |
| C        | Jürgen Glowacz   | Bayer Leverkusen |          |
| C        | Hans-Peter Lipka | Borussia Brand   |          |

### Sessione invernale
| Acquisti | Acquisti | Acquisti | Acquisti |
| R.       | Nome     | da       | Modalità |
| -------- | -------- | -------- | -------- |

| Cessioni | Cessioni    | Cessioni  | Cessioni |
| R.       | Nome        | a         | Modalità |
| -------- | ----------- | --------- | -------- |
| A        | Rudi Müller | Wuppertal |          |

## Risultati

### Bundesliga

#### Girone di andata
| Arbitro: | Engel |

|                        |           |            |
| Neumann 63’ Strack 77’ | Marcatori | 69’ Gerber |

| Arbitro: | Luca |

|                                      |           |                     |
| Strack 27’ (aut.) Vöge 65’ Geyer 71’ | Marcatori | 69’ (rig.) Schuster |

| Arbitro: | Messmer |

|            |           |             |
| Müller 90’ | Marcatori | 85’ Schmitz |

| Arbitro: | Roth |

|                                       |           |  |
| Müller 48’ Hattenberger 75’ Klotz 88’ | Marcatori |  |

| Arbitro: | Aldinger |

|                                                                            |           |  |
| Cullmann 7’ Okudera 32’ Müller 47’, 66’, 78’, 90’ Willkomm 81’ Willmer 87’ | Marcatori |  |

| Arbitro: | Treib |

|               |           |            |
| Bruckmann 71’ | Marcatori | 82’ Müller |

| Arbitro: | Ahlenfelder |

|                                       |           |               |
| Littbarski 17’ Neumann 63’ Müller 85’ | Marcatori | 35’ Abramczik |

| Arbitro: | Meuser |

|                                     |           |  |
| Keegan 29’ Hartwig 64’ Hrubesch 67’ | Marcatori |  |

| Arbitro: | Linn |

|                                                |           |                                               |
| Schuster 14’ Willmer 39’ Strack 43’ Müller 74’ | Marcatori | 52’, 55’ (rig.) Nickel 60’ Lienen 65’ Nielsen |

| Arbitro: | Engel |

|            |           |                         |
| Hoeneß 60’ | Marcatori | 53’ Müller 89’ Schuster |

| Arbitro: | Hontheim |

|                      |           |                |
| Engels 8’ Strack 16’ | Marcatori | 11’, 85’ Brück |

| Arbitro: | Joos |

|  |           |                         |
|  | Marcatori | 34’ Okudera 88’ Willmer |

| Arbitro: | Redelfs |

|                 |           |  |
| Müller 49’, 82’ | Marcatori |  |

| Arbitro: | Niemann |

|                         |           |  |
| Cha 26’, 79’ Karger 44’ | Marcatori |  |

| Arbitro: | Hennig |

|                             |           |              |
| Schuster 34’ Littbarski 76’ | Marcatori | 35’ Eggeling |

| Arbitro: | Quindeau |

|                                                         |           |           |
| Zimmermann 4’ Schuster 21’ (rig.) Müller 33’ Strack 85’ | Marcatori | 66’ Röber |

| Arbitro: | Walz |

|            |           |                             |
| de Loo 53’ | Marcatori | 27’, 81’ Müller 65’ Okudera |

#### Girone di ritorno
| Arbitro: | Hontheim |

|          |           |             |
| Bitz 33’ | Marcatori | 67’ Okudera |

| Arbitro: | Niemann |

|                                                  |           |          |
| Müller 50’ Woodcock 64’ Neumann 78’ Schuster 84’ | Marcatori | 90’ Vöge |

| Arbitro: | Aldinger |

|                          |           |                                                                     |
| Wenzel 58’, 75’ Zewe 71’ | Marcatori | 41’ Neumann 50’, 81’ Okudera 53’ Cullmann 67’ Littbarski 78’ Müller |

| Arbitro: | Roth |

|                           |           |                         |
| Littbarski 50’ Strack 87’ | Marcatori | 49’ Hadewicz 74’ Kelsch |

| Arbitro: | Ross |

|                           |           |            |
| Trimhold 12’ Popivoda 83’ | Marcatori | 87’ Müller |

| Arbitro: | Walz |

|                                               |           |  |
| Strack 40’ Neumann 48’ Müller 87’ Willmer 90’ | Marcatori |  |

| Arbitro: | Messmer |

|              |           |              |
| Bittcher 41’ | Marcatori | 47’ Schuster |

| Arbitro: | Joos |

|                             |           |                                    |
| Schuster 75’ Littbarski 81’ | Marcatori | 11’ Buljan 64’ Jakobs 90’ Hrubesch |

| Arbitro: | Roth |

|                        |           |                             |
| Hannes 15’ (rig.), 32’ | Marcatori | 52’ Woodcock 79’ Littbarski |

| Arbitro: | Luca |

|                           |           |                                        |
| Müller 56’ Zimmermann 70’ | Marcatori | 26’, 58’ Hoeneß 85’ Breitner 90’ Oblak |

| Arbitro: | Horstmann |

|                     |           |  |
| Schuster 73’ (aut.) | Marcatori |  |

| Arbitro: | Uhlig |

|                             |           |                    |
| Littbarski 25’ Woodcock 44’ | Marcatori | 40’, 55’, 85’ Jara |

| Arbitro: | Walz |

|                        |           |  |
| Geye 18’ Eigendorf 52’ | Marcatori |  |

| Arbitro: | Meuser |

|                         |           |                           |
| Neumann 4’ Schuster 21’ | Marcatori | 43’ Cha 87’ (rig.) Nickel |

| Arbitro: | Redelfs |

|                        |           |  |
| Pinkall 82’ Oswald 85’ | Marcatori |  |

| Arbitro: | Treib |

|  |           |                                        |
|  | Marcatori | 18’, 66’, 75’, 87’ Woodcock 50’ Müller |

| Arbitro: | Risse |

|            |           |  |
| Müller 11’ | Marcatori |  |

### Coppa di Germania
| Arbitro: | Gathmann |

|                                                         |           |          |
| Müller 49’ Willmer 54’, 72’ van Gool 61’ Orf 75’ (aut.) | Marcatori | 67’ Bopp |

| Arbitro: | Teichert |

| |           |  |
| Müller 3’, 23’, 64’, 77’ Willmer 11’ Okudera 27’ Littbarski 37’ Neumann 58’ Zimmermann 65’ Schuster 67’ (rig.) | Marcatori |  |

| Arbitro: | Linn |

|                        |           |                                       |
| Abel 63’, 78’ Bast 94’ | Marcatori | 15’ (rig.), 60’ Schuster 116’ Neumann |

| Arbitro: | Horstmann |

|                        |           |          |
| Müller 8’ Woodcock 33’ | Marcatori | 14’ Abel |

| Arbitro: | Heitmann |

|                       |           |           |
| Neumann 20’, 59’, 64’ | Marcatori | 79’ Weber |

| Arbitro: | Walz |

|            |           |                                           |
| Wagner 49’ | Marcatori | 27’ Müller 48’, 87’ Woodcock 69’ Schuster |

| Arbitro: | Ahlenfelder |

|  |           |                            |
|  | Marcatori | 9’ Littbarski 66’ Woodcock |

| Arbitro: | Aldinger |

|                       |           |              |
| Wenzel 60’ Allofs 65’ | Marcatori | 26’ Cullmann |

## Statistiche

### Statistiche di squadra
| Competizione      | Punti | In casa | In casa | In casa | In casa | In casa | In casa | In trasferta | In trasferta | In trasferta | In trasferta | In trasferta | In trasferta | Totale | Totale | Totale | Totale | Totale | Totale | DR  |
| Competizione      | Punti | G       | V       | N       | P       | Gf      | Gs      | G            | V            | N            | P            | Gf           | Gs           | G      | V      | N      | P      | Gf     | Gs     | DR  |
| ----------------- | ----- | ------- | ------- | ------- | ------- | ------- | ------- | ------------ | ------------ | ------------ | ------------ | ------------ | ------------ | ------ | ------ | ------ | ------ | ------ | ------ | --- |
| Bundesliga        | 37    | 17      | 9       | 5       | 3       | 47      | 26      | 17           | 5            | 4            | 8            | 25           | 29           | 34     | 14     | 9      | 11     | 72     | 55     | +17 |
| Coppa di Germania | -     | 4       | 4       | 0       | 0       | 20      | 3       | 4            | 2            | 1            | 1            | 10           | 6            | 8      | 6      | 1      | 1      | 30     | 9      | +21 |
| Totale            | 37    | 21      | 13      | 5       | 3       | 67      | 29      | 21           | 7            | 5            | 9            | 35           | 35           | 42     | 20     | 10     | 12     | 102    | 64     | +38 |

### Andamento in campionato
| Giornata  | 1 | 2  | 3  | 4  | 5 | 6 | 7 | 8 | 9 | 10 | 11 | 12 | 13 | 14 | 15 | 16 | 17 | 18 | 19 | 20 | 21 | 22 | 23 | 24 | 25 | 26 | 27 | 28 | 29 | 30 | 31 | 32 | 33 | 34 |
| --------- | - | -- | -- | -- | - | - | - | - | - | -- | -- | -- | -- | -- | -- | -- | -- | -- | -- | -- | -- | -- | -- | -- | -- | -- | -- | -- | -- | -- | -- | -- | -- | -- |
| Luogo     | C | T  | C  | T  | C | T | C | T | C | T  | C  | T  | C  | T  | C  | C  | T  | T  | C  | T  | C  | T  | C  | T  | C  | T  | C  | T  | C  | T  | C  | T  | T  | C  |
| Risultato | V | P  | N  | P  | V | N | V | P | N | V  | N  | V  | V  | P  | V  | V  | V  | N  | V  | V  | N  | P  | V  | N  | P  | N  | P  | P  | P  | P  | N  | P  | V  | V  |
| Posizione | 4 | 11 | 12 | 16 | 8 | 8 | 6 | 9 | 8 | 5  | 7  | 6  | 5  | 7  | 5  | 4  | 3  | 3  | 3  | 2  | 3  | 3  | 3  | 3  | 3  | 3  | 4  | 4  | 5  | 5  | 5  | 5  | 5  | 5  |

Legenda:

Luogo: C = Casa; T = Trasferta. Risultato: V = Vittoria; N = Pareggio; P = Sconfitta.

### Statistiche dei giocatori
| Giocatore     | Bundesliga | Bundesliga | Bundesliga  | Bundesliga | Coppa di Germania | Coppa di Germania | Coppa di Germania | Coppa di Germania | Totale   | Totale | Totale      | Totale     |
| Giocatore     | Presenze   | Reti       | Ammonizioni | Espulsioni | Presenze          | Reti              | Ammonizioni       | Espulsioni        | Presenze | Reti   | Ammonizioni | Espulsioni |
| ------------- | ---------- | ---------- | ----------- | ---------- | ----------------- | ----------------- | ----------------- | ----------------- | -------- | ------ | ----------- | ---------- |
| R. Aussem     | 1          | 0          | 0           | 0          | 0                 | 0                 | 0                 | 0                 | 1        | 0      | 0           | 0          |
| B. Cullmann   | 33         | 2          | 4           | 0          | 8                 | 1                 | 1                 | 0                 | 41       | 3      | 5           | 0          |
| G. Ehrmann    | 0          | 0          | 0           | 0          | 1                 | 0                 | 0                 | 0                 | 1        | 0      | 0           | 0          |
| S. Engels     | 11         | 1          | 1           | 0          | 0                 | 0                 | 0                 | 0                 | 11       | 1      | 1           | 0          |
| R. Gerber     | 10         | 0          | 0           | 0          | 2                 | 0                 | 0                 | 0                 | 12       | 0      | 0           | 0          |
| H. Konopka    | 19         | 0          | 3           | 0          | 4                 | 0                 | 1                 | 0                 | 23       | 0      | 4           | 0          |
| T. Kroth      | 14         | 0          | 1           | 0          | 5                 | 0                 | 1                 | 0                 | 19       | 0      | 2           | 0          |
| P. Littbarski | 34         | 7          | 1           | 0          | 8                 | 2                 | 0                 | 0                 | 42       | 9      | 1           | 0          |
| W. Mattern    | 0          | 0          | 0           | 0          | 0                 | 0                 | 0                 | 0                 | 0        | 0      | 0           | 0          |
| J. Mohr       | 1          | 0          | 0           | 0          | 1                 | 0                 | 0                 | 0                 | 2        | 0      | 0           | 0          |
| D. Müller     | 34         | 21         | 1           | 0          | 8                 | 7                 | 0                 | 0                 | 42       | 28     | 1           | 0          |
| H. Neumann    | 18         | 6          | 2           | 0          | 6                 | 5                 | 0                 | 0                 | 24       | 11     | 2           | 0          |
| Y. Okudera    | 30         | 6          | 0           | 0          | 8                 | 1                 | 0                 | 0                 | 38       | 7      | 0           | 0          |
| D. Prestin    | 26         | 0          | 0           | 0          | 7                 | 0                 | 0                 | 0                 | 33       | 0      | 0           | 0          |
| T. Schumacher | 34         | 0          | 1           | 0          | 8                 | 0                 | 0                 | 0                 | 42       | 0      | 1           | 0          |
| B. Schuster   | 32         | 9          | 4           | 0          | 8                 | 4                 | 0                 | 0                 | 40       | 13     | 4           | 0          |
| G. Strack     | 30         | 6          | 2           | 0          | 7                 | 0                 | 1                 | 0                 | 37       | 6      | 3           | 0          |
| J. Willkomm   | 3          | 1          | 0           | 0          | 1                 | 0                 | 0                 | 0                 | 4        | 1      | 0           | 0          |
| H. Willmer    | 27         | 4          | 3           | 0          | 6                 | 3                 | 0                 | 0                 | 33       | 7      | 3           | 0          |
| T. Woodcock   | 20         | 7          | 0           | 0          | 6                 | 4                 | 0                 | 0                 | 26       | 11     | 0           | 0          |
| H. Zimmermann | 31         | 2          | 2           | 0          | 8                 | 1                 | 0                 | 0                 | 39       | 3      | 2           | 0          |
| R. van Gool   | 2          | 0          | 0           | 0          | 1                 | 1                 | 0                 | 0                 | 3        | 1      | 0           | 0          |